# Benjamin M. Rosen
Benjamin M. Rosen (* 11. März 1933 in New Orleans, Louisiana) ist ein US-amerikanischer Investor. Er war Präsident und CEO von Compaq und Mitbegründer der Sevin Rosen Funds.

## Werdegang
Benjamin M. Rosen ist jüdischer Herkunft, sein Vater Isadore war Zahnarzt, seine Mutter Anna Rosen Sekretärin. 1954 erhielt er seinen Bachelor of Science am California Institute of Technology und 1955 seinen Master of Science an der Stanford University. Er erwarb 1961 den Master of Business Administration an der Columbia Business School. Danach arbeitete er 15 Jahre an der Wall Street, dort beendete er als Senior Technology Analyst und Vizepräsident von Morgan Stanley seine Karriere.
1981 gründete er mit Leonce John Sevin die Risikokapitalfirma Sevin Rosen Funds. Damit investierte er in Compaq im selben Jahr und diente dem Unternehmen 18 Jahre als Präsident. In dieser Firma war er auch 1999 für vier Monate CEO. Er unterstützte viele High-Tech Start-Up-Unternehmen wie Electronic Arts, Lotus Development und Silicon Graphics finanziell.
Er hat zwei Söhne mit seiner Frau Donna Perret Rosen: Jeffrey und Eric Rosen.